# 阿湖乡
阿湖乡（維吾爾語：ئاغۇ يېزىسى‎，拉丁维文：Aghu Yëzisi），是中华人民共和国新疆维吾尔自治区克孜勒苏柯尔克孜自治州阿图什市下辖的一个乡镇级行政单位。

## 行政区划
阿湖乡下辖以下地区：
尤喀克买里村、托万买里村、阿热买里村、阿其克村、托格拉克村、兰干村和农场村。